# کارگالی‌باش
کارگالی‌باش (انگلیسی: Kargalybash) یک شهرک در شهرستان بلاگووارسکی باشقیرستان کشور روسیه است.